# سوگند پاک‌دامنی
سوگند پاک‌دامنی (ایتالیایی: Voto di castità) یک فیلم کمدی سکسی سبک ایتالیایی به کارگردانی جو داماتو است که در سال ۱۹۷۶ منتشر شد. از بازیگران فیلم می‌توان به ژاک دوفیلو، سوفیا دیونیزیو و لورا خمسر اشاره کرد.